# Pretty Brown Eyes
«Pretty Brown Eyes» (укр. Гарні карі очі) — пісня австралійського співака Коді Сімпсона. Це провідний сингл з другого студійного альбому Сімпсон Surfers Paradise. Пісня була випущена для цифрового завантаження в Австралії 23 квітня 2013 року. Пісня була написана дуетом Planet VI.

## Музичне відео
Музичне відео на пісню «Pretty Brown Eyes» було вперше опубліковане на YouTube 22 квітня 2013 року. Проте, кліп був видалений із публічного доступу в серпні 2014 року.

## Трек-лист
| Цифрове завантаження | Цифрове завантаження | Цифрове завантаження |
| #                    | Назва                | Тривалість           |
| -------------------- | -------------------- | -------------------- |
| 1.                   | «Pretty Brown Eyes»  | 2:48                 |

## Чарти та сертифікація
| Chart (2013)                                   | Peak position |
| ---------------------------------------------- | ------------- |
| Канада (Canadian Hot 100)                      | 61            |
| Ірландія (IRMA)                                | 75            |
| UK Singles (Official Charts Company)           | 61            |
| США Bubbling Under Hot 100 Singles (Billboard) | 8             |
| США (Digital Songs) (Billboard)                | 68            |
| США (Mainstream Top 40) (Billboard)            | 33            |

| Регіон                                                                                          | Сертифікація | Продажі |
| ----------------------------------------------------------------------------------------------- | ------------ | ------- |
| Канада (Music Canada)                                                                           | Золотий      | 40 000* |
| *продажі, що базуються лише на сертифікаціях ^відвантаження, що базуються лише на сертифікаціях |              |         |

## Історія видання
| Регіон          | Дата           | Формат               | Лейбл            |
| --------------- | -------------- | -------------------- | ---------------- |
| Австралія       | 23 квітня 2013 | Цифрове завантаження | Atlantic Records |
| Велика Британія | 23 квітня 2013 | Цифрове завантаження | Atlantic Records |